# Шонесси, Фрэнсис
Фрэнсис Джон Шонесси-младший (англ. Francis John Shaughnessy Jr.; 21 июня 1911 — 12 июня 1982) — американский и канадский хоккеист, защитник; бронзовый призёр зимних Олимпийских игр 1936 года.

## Биография
Сын спортсмена Фрэнка «Шега» Шонесси-старшего. Детство провёл в Монреале, учился в Университете Макгилла, где выступал за команду по американскому футболу «Макджилл Редмен» на позиции хавбека и был дважды капитаном команды «Нотр-Дам». Играл также в хоккей на позиции защитника за команду «Монреаль Олимпикс». Имел гражданство США (по месту рождения) и Канады. Представлял сборную США по хоккею с шайбой на зимних Олимпийских играх 1936 года и завоевал бронзовые медали со сборной.
После Олимпийских игр работал в компании Bell Telephone до 1973 года, а также занимался спортивным администрированием. Многолетний член Канадской Олимпийской ассоциации, глава делегации сборной Канады на пяти зимних Олимпийских играх, вице-президент Канадской Олимпийской ассоциации в 1957—1975 годах, один из организаторов зимней Олимпиады в Монреале. Руководитель Канадской ассоциации лыжного спорта и ассоциаций гольфа Канады и Квебека.